# Hypogastrura nivicola
Hypogastrura nivicola (Fitch, 1846) è una specie appartenente alla sottoclasse Collembola, ordine Poduromorpha e viene inserita tra le "pulci della neve" insieme a tante altre specie . Di colore blu scuro, è possibile osservarla saltare sulle superfici innevate della ecozona neartica nelle giornate invernali più calde.
La Pulce della neve, nonostante il nome, condivide con l'insetto parassita noto come "pulce" solo la capacità di saltare, appartenendo la prima alla classe Entognatha e la seconda alla classe Insecta.
I ricercatori presso la Queen's University del Canada hanno sequenziato e sintetizzato la proteina con proprietà anticongelanti che consente alle pulci delle nevi di operare a temperature sotto 0 °C, e hanno scoperto che essa è ricca di glicina, contrariamente alle proteine con proprietà analoghe conosciute fino ad ora. Si spera che proteine analoghe a quella scoperta nella pulce della neve possano essere utili per la conservazione di organi o tessuti prelevati a scopo di trapianto e per la produzione di gelati con caratteristiche migliori. Prevenendo la formazione di cristalli di ghiaccio all'interno di organi e tessuti, essi potrebbero essere conservati a una temperatura più bassa, aumentando il periodo di conservazione all'esterno del corpo. Contrariamente alle proteine con proprietà analoghe scoperte in altre specie, quella della pulce della neve si degrada facilmente ad alte temperature.
In Europa questa specie non è presente, ma sono presenti altre specie di "pulci delle nevi" , la cui biodiversità ed ecologia è ancora oggetto di studi.